# 紫華薫
紫華 薫（むらさきばな かおる）は、日本の男性声優。華が花で表記されることもある。主にアダルトゲームに声をあてている。

## 出演

### アダルトアニメ
- 奴隷メイドプリンセス〜Vol.01 調教開始〜（2007年、カール・アレトゼー）

### アダルトゲーム
2003年
- SILVER CHAOS（ラグシエル）
- 星の王女（立花和希）

2004年
- Artificial Mermaid〜SILVER CHAOS II〜（ラグシエル）
- 星の王女2（立花和希）
- 星の王女3（アマテラスオオミカミ）

2005年
- あやかしびと（加藤虎太郎）
- Angel's Feather -琥珀の瞳-（レイヤード）
- AM2:00 〜猫と月夜のブランコ〜（メンデレーエフ）

2006年
- ななついろ★ドロップス（秋姫正史郎）
- 夢をもう一度（都築俊）

2008年
- アユマユ オルタネイティヴ（新井）
- ラブミーテンダー 〜今宵、Barアルバで〜（近江浩一郎）

2013年
- イノセントバレット -the false world-（田中一）